# San Antonio (Cañar)
San Antonio, auch als San Antonio de Paguancay bekannt, ist eine Ortschaft und eine Parroquia rural („ländliches Kirchspiel“) im Kanton Cañar der ecuadorianischen Provinz Cañar. Die Parroquia besitzt eine Fläche von 348 km². Die Einwohnerzahl lag im Jahr 2010 bei 1974.

## Lage
Die Parroquia San Antonio erstreckt sich über den Südwesten der Provinz Cañar und liegt an der Westflanke der Anden. Der Río Cañar fließt entlang der nördlichen Verwaltungsgrenze nach Westen und entwässert dabei das Areal. Im Osten wird die Parroquia von dessen linken Nebenfluss Río Corazón begrenzt. Im Nordwesten reicht das Verwaltungsgebiet bis zum Unterlauf und zur Mündung des Río Patul. Der Río Tigsay, ein weiterer linker Nebenfluss des Río Cañar, durchquert das Areal in nordnordwestlicher Richtung. Entlang der südlichen Verwaltungsgrenze verläuft ein Gebirgskamm mit Höhen von bis zu 4200 m. Der etwa 1400 m hoch gelegene Hauptort San Antonio befindet sich 28 km westnordwestlich des Kantonshauptortes Cañar. Von der nördlich des Río Cañar verlaufenden Fernstraße E40 (Cañar–La Troncal) zweigt eine Nebenstraße nach Süden ab, überquert den Río Cañar und führt den Südhang hinauf zum Hauptort San Antonio.
Die Parroquia San Antonio grenzt im Osten an die Parroquia Gualleturo, im Süden und im Westen an die Provinz Azuay mit den Parroquias Chiquintad, Sayausí und Molleturo (alle drei im Kanton Cuenca) sowie im Norden an die Parroquias Pancho Negro und La Troncal (beide im Kanton La Troncal) und an die Parroquia Ducur.

## Orte und Siedlungen
In der Parroquia San Antonio gibt es neben dem Hauptort 10 Comunidades: Cargua, Centro Patul, Chaupiyunga, El Barranco, El Corazón, La Merced, Manta Real, Pogyos, Tanzaray und Zhucay.

## Geschichte
Das Gebiet gehörte anfangs zur Parroquia Gualleturo. Am 18. August 1952 wurde schließlich die Parroquia San Antonio gegründet.